# プレイス・ビヨンド・ザ・パインズ/宿命
『プレイス・ビヨンド・ザ・パインズ/宿命』（The Place Beyond the Pines）は、デレク・シアンフランス監督による2012年のクライム・ドラマ映画である。出演はライアン・ゴズリング、ブラッドレイ・クーパー、エヴァ・メンデス、レイ・リオッタ。シアンフランスとゴズリングは2010年の『ブルーバレンタイン』から続けてのコラボレーションである。「The Place Beyond the Pines」とはニューヨーク州スケネクタディ（Schenectady）の英語訳であり、モホーク語で「松林の向こう側」を意味する。

## ストーリー
1997年、移動遊園地のオートバイのスタントショーで生計を立てているルークは、元彼女のロミーナと再会する。ロミーナは今は黒人の男性コフィと付き合っているが、ルークに内緒でジェイソンという子供を出産していたのだった。ルークはロミーナとジェイソンと同居したいがためにスタントマンの仕事をやめる。ルークは松林の中をバイクで疾走し、偶然にも松林にいたロビンがルークのバイクの走行技術を認めて、ルークに自身が経営する自動車修理工場を手伝ってもらうことになる。だがロビンには別の思惑があった。自動車修理工場のオーナーであるロビンは、かつて銀行強盗で儲けたことがあり、ルークのバイクの走行技術ならば、銀行強盗がうまくいくと考えルークに銀行強盗の話を持ち掛ける。ロビンの銀行強盗のプランはルークが銀行強盗を行ない、バイクで素早く逃走。そしてロビンが遠方にトラックを止めておき、ルークとそのバイクをトラックに格納し、逃走するというものだった。ルークは生活のためやむなく銀行強盗を引き受け、銀行強盗は成功する。
その後も何度か銀行強盗を行ない成功を収め、ルークはロミーナにベビーベッドを買い与えるが、ロミーナと同居しているコフィと諍いを起こし、コフィをレンチで傷つけてしまい、傷害罪で逮捕される。
ルークはロビンの保釈金によって保釈されるが、ロミーナとジェイソンを養うためには金が必要だとして、更なる銀行強盗をロビンに持ち掛けるが、ロビンはリスクが大きすぎるとして協力せず、ルークのバイクを壊してしまう。怒り狂ったルークはロビンを恐喝し、金を巻き上げ、新しいバイクを購入し、一人で銀行強盗を実行する。
ルークは銀行で金を巻き上げることには成功したが、逃走中にバイクのタイヤがパンクするアクシデントに見舞われ、バイクを乗り捨て一軒家に立てこもる。ロースクール出の新米警官のエイヴリーはルークを追跡し、ルークを射撃する。エイヴリーは足を負傷し、ルークは撃たれた衝撃で窓から転落し、死亡する。
負傷したエイヴリーであったが凶悪犯を殺害した英雄として賛辞を受ける。エイヴリーが家族と一緒に自宅で養生生活を送っていたある日、エイヴリーの同僚達が家に見舞いに来てエイヴリーを外出に誘う。外出先はロミーナの家であった。エイヴリーの同僚はロミーナの家に強盗した金があるのではないかと思い、ロミーナの家を令状もなしに家宅捜索し、金を発見し自らの懐に入れる。エイヴリーは不正行為であることはわかっていたものの、やむを得ず金を分け合うが、後日ロミーナに金を返そうとするとすげなく断られる。
エイヴリーは署長にロミーナから不正に金を巻き上げた件を報告するが、うやむやにされてしまう。エイヴリーは証拠保管庫に配属されたが、同僚から更なる不正行為に加担するよう協力を呼びかけられ、窮地に立たされたエイヴリーは父親のアルに相談する。エイヴリーは同僚の不正行為を示唆する発言をテープレコーダーで録音し、世間に公開することで警察官による不正行為は収拾がつき、事前に根回ししていたエイヴリーは地方検事補に収まるのであった。
そして15年後、エイヴリーは離婚を経験したものの法曹の世界で出世し、ニューヨーク州の司法長官選挙が控えていた。ある日エイヴリーの元妻が息子であるAJとスケネクタディハイスクールに転校するために引っ越してきた。AJは非行に走っており、スケネクタディハイスクールでルークの息子であるジェイソンと会い、二人はお互いの父親の過去を知らずに一緒につるみだす。しかしある夜二人はドラッグの不法所持で補導される。エイヴリーはAJと面会し、ジェイソンのフルネームからルークの息子であることがわかり、AJに付き合うのをやめるよう諭す。
一方ジェイソンは事実上の父親であるコフィに、本当の父親の名前を聞く。ジェイソンは父親の名前をネットで検索し、父親の過去と素性、そして父親を殺害した警察官の情報を得る。ジェイソンはAJにパーティに誘われ、AJの家に行き、エイヴリーの写真を見つけ、AJの父親が自分の父親を殺した警察官だと知る。ジェイソンは銃を調達し、AJを監禁し、帰宅したエイヴリーを拉致し、松林まで連れていく。ジェイソンはエイヴリーの財布を盗む。ジェイソンはエイヴリーの財布の中からルーク、ロミーナ、そして赤ん坊のジェイソンが写っている写真（エイヴリーが警察官時代に証拠保管庫から盗んだ写真）を見つけ、写真をロミーナに郵便で送り、行方をくらます。
エイヴリーは災難に見舞われたものの、無事州司法長官選挙戦に勝利する。ジェイソンはとある農家でバイクを購入し、どこかへ走り去っていった。

## キャスト
| 役名             | 俳優                     | 日本語吹替                                                     |
| ---------------- | ------------------------ | -------------------------------------------------------------- |
| ルーク           | ライアン・ゴズリング     | 内田夕夜                                                       |
| エイヴリー       | ブラッドレイ・クーパー   | 桐本琢也                                                       |
| ロミーナ         | エヴァ・メンデス         | 朴璐美                                                         |
| デルカ           | レイ・リオッタ           | 手塚秀彰                                                       |
| ロビン           | ベン・メンデルソーン     | 梅津秀行                                                       |
| ジェニファー     | ローズ・バーン           | 小林未沙                                                       |
| コフィ           | マハーシャラ・アリ       |                                                                |
| ビル             | ブルース・グリーンウッド |                                                                |
| ジェイソン       | デイン・デハーン         | 成瀬誠                                                         |
| AJ               | エモリー・コーエン       | 佐藤拓也                                                       |
| アル             | ハリス・ユーリン         | 千田光男                                                       |
| ウィズボウスキー | ロバート・クロヘシー     |                                                                |
| マレーナ         | オルガ・メレディス       |                                                                |
| その他           |                          | 後藤光祐 武田幸史 野川雅史 衣鳩志野 北村謙次 森千晃 小田柿悠太 |

## 公開
2012年9月7日に第37回トロント国際映画祭で初演された。アメリカ合衆国では2013年3月29日に限定公開され、4月12日に拡大される。

## 評価
2013年5月1日時点でRotten Tomatoesでは158件の批評家レビューで支持率80%となっている。